# Molophilus (Molophilus) sublancifer
Molophilus (Molophilus) sublancifer is een tweevleugelige uit de familie steltmuggen (Limoniidae). De soort komt voor in het Oriëntaals gebied.